# 1925

## Події
- 25 травня — в місті Харкові розпочалася І Всеукраїнська конференція з краєзнавства під час роботи якої було створено Український комітет краєзнавства (дата інституціоналізації українського краєзнавчого руху).
- 18 липня — вийшло перше видання книжки лідера німецьких націонал-соціалістів Адольфа Гітлера «Моя боротьба» (Mein Kampf)
- 31 липня — «Червона п'ятниця»
- художньо-промислова виставка у Парижі. Цикл радянських плакатів був удостоєний срібної медалі[1].

### Наука
- Відкриття спіну Гоудсмітом та Уленбеком

## Народились
Дивись також Категорія:Народились 1925
- 2 січня — Ірина Костянтинівна Архипова, радянська і російська оперна співачка, солістка Большого театру (1956—1988), народна артистка СРСР.
- 7 січня — Джеральд Малкольм Даррелл, англійський натураліст і письменник.
- 26 січня — Пол Ньюмен, американський кіноактор, режисер, продюсер, сценарист.
- 8 лютого — Джек Леммон, американський кіноактор.
- 20 березня — Девід Воррен, австралійський науковець, винахідник бортового самописця.
- 20 березня — Євченко Касян, український музикант, майстер народних інструментів, керівник ансамблів «Гук», «Гучок» та «Гученя», соліст Національного заслуженого народного хору України ім. Григорія Верьовки.
- 28 березня — Смоктуновський Інокентій Михайлович, російський актор театру і кіно.
- 28 березня — Дмитро Михайлович Гнатюк, видатний український оперний співак, народний артист України.
- 9 квітня — Нєізвєстний Ернст Йосифович, американський скульптор російського походження.
- 14 квітня — Род Стайгер, американський актор.
- 22 квітня — Аарон Спеллінг, американський теле- і кінопродюсер.
- 15 травня — Касаткіна Людмила Іванівна, російська акторка.
- 19 травня — Пол Пот, лідер лівого політичного об'єднання «Червоні кхмери», керівник Камбоджі (1975–79).
- 19 травня — Малькольм Ікс, американський негритянський борець за громадянські права.
- 3 червня — Тоні Кертіс, актор.
- 11 червня — Вільям Стайрон, американський письменник.
- 21 червня — Морін Степлтон, акторка.
- 1 липня — Лучко Клара Степанівна, російська акторка.
- 2 липня — Патріс Лумумба, заїрський революціонер, перший прем'єр-міністр Демократичної Республіки Конго.
- 6 липня — Білл Хейлі, музикант, співак.
- 10 липня — Махатхір Мохамад, державний та політичний діяч Малайзії.
- 28 липня — Барух Бламберг, американський біохімік і лікар, лауреат Нобелівської премії з фізіології та медицини 1976 року
- 29 липня — Мікіс Теодоракіс, грецький композитор, політик.
- 2 серпня — Хорхе Рафаель Відела, президент Аргентини (1976—1981 рр.).
- 6 серпня — Коляновський Афанасій Миколайович, український поет.
- 6 серпня — Крайниченко Володимир Гаврилович, український театральний режисер.
- 8 серпня — Алія Ізетбегович, боснійський політик, письменник, перший президент Боснії та Герцеговини (1990–96; пом. 2003).
- 15 серпня — Оскар Пітерсон, канадський джазовий піаніст.
- 26 серпня — Тодоровський Петро Юхимович, російський кінорежисер.
- 28 серпня — Стругацький Аркадій Натанович, російський письменник-фантаст, перекладач.
- 28 серпня — Трифонов Юрій Володимирович, російський письменник.
- 1 вересня — Ігор Юхновський, український вчений, політик.
- 2 вересня — Винник Павло Борисович, російський актор українського походження.
- 8 вересня — Пітер Селлерс, британський актор.
- 15 вересня — Лавров Кирило Юрієвич, російський актор.
- 16 вересня — Бі Бі Кінг, американський музикант, співак.
- 3 жовтня — Гор Відал, американський письменник, есеїст.
- 8 жовтня — Абрам Терц, російський письменник-дисидент.
- 13 жовтня — Маргарет Тетчер, британський політик, прем'єр-міністр Великої Британії (1979—1990 рр.).
- 18 жовтня — Раміз Алія, глава комуністичної Албанії (1985—1992).
- 20 жовтня — Арт Бухвальд, американський журналіст, фельєтоніст, письменник.
- 31 жовтня — Джон Попл, англійський хімік і математик.
- 10 листопада — Річард Бертон, валійський актор.
- 20 листопада — Плісецька Майя Михайлівна, російська балерина.
- 25 листопада — Мордюкова Нонна Вікторівна, російська акторка (пом. 2008).
- 8 грудня — Джиммі Сміт, американський джазовий органіст.
- 25 грудня — Карлос Кастанеда, американський письменник.

## Померли
Дивись також Категорія:Померли 1925
- 20 березня — Джордж Керзон, британський політик, який визначив у 1919 році східну межу польських земель — «Лінію Керзона». Саме вона стала основою для сучасного українсько-польського кордону.
- 22 червня — Фелікс Християн Клейн, німецький математик

## Нобелівська премія
- з фізики: Джеймс Франк та Густав Людвіг Герц — «За відкриття законів зіткнення електрона з атомом».
- з хімії: Ріхард Адольф Зігмонді — «За встановлення гетерогенної природи колоїдних розчинів і за розроблені у зв'язку з цим методи»
- з медицини та фізіології: Премія не присуждалася
- з літератури: Бернард Шоу — «За творчість, відзначену ідеалізмом і гуманізмом, за іскрометну сатиру, що часто поєднується з винятковою поетичною красою»
- премія миру: Джозеф Остін Чемберлен — «За свою роль в локарнських перемовинах», Чарлз Дауес — «На знак визнання внеску в план, що носить його ім'я»